# Medicinsk prognos
En medicinsk prognos för en sjukdom avser dess sannolika fortsatta förlopp.  
Prognosen grundas på speciella egenskaper beträffande sjukdomen och den drabbade personen – prognostiska faktorer. Dessa kan vara av olika typer till exempel sjukdomsspecifika såsom olika former av cancer samt cancerprovers olika stadier, demografiska såsom den drabbade personens ålder eller beroende av andra samtidigt förekommande sjukdomar hos den drabbade personen. 
- Exempel på sjukdomsspecifika faktorer: vid akut lymfatisk leukemi (”blodcancer”) hos barn blir 85 % av barnen friska efter behandling; vid bukspottkörtelcancer hos vuxna lever knappt 4 % av de drabbade 5 år efter det att diagnosen ställts.
- Exempel på demografiska faktorer: vid bröstcancer hos kvinnor, som var yngre än 45 år vid diagnosen, levde 79 % efter 5 år jämfört med 87 % av kvinnorna, som var mer än 65 år vid diagnosen. Denna statistik redovisades i USA 2004.
- Exempel på samtidig förekomst av andra sjukdomar: personer med hiv-infektion och nedsatt immunförsvar kan få allvarliga symptom på grund av infektioner med svampar såsom candida (torsk) och andra smittämnen, som inte brukar orsaka symptom hos friska personer.